# Koło (gmina)
Koło är en gmina i Powiat kolski i det polska vojvodskapet Storpolen. Huvudort är Koło.
Följande byar och samhällen ligger i Gmina Koło: Aleksandrówka, Borki, Chojny, Czołowo, Czołowo-Kolonia, Dąbrowa, Dzierawy, Kaczyniec, Kamień, Kiełczew Górny, Kiełczew Smużny Czwarty, Kiełczew Smużny Pierwszy, Leśnica, Lubiny, Lucjanowo, Mikołajówek, Ochle, Podlesie, Powiercie, Powiercie-Kolonia, Przybyłów, Ruchenna, Skobielice, Sokołowo, Stellutyszki, Wandynów, Wrząca Wielka och Zawadka.

### Webbkällor
- ”Gmina Koło w liczbach” (på polska). Polska w liczbach. Arkiverad från originalet den 21 februari 2020. https://archive.today/20200221091732/https://www.polskawliczbach.pl/gmina_Kolo. Läst 21 februari 2020.